# قويبس

صورة لقويبسان محولان.

القويبس (الجمع: القويبسات) عبارة عن قابس يحوي العديد من المقابس، حيث يعتبر القويبس موزع للكهرباء، لعدة أجهزة كهربائية من قابس واحد.
يُستخدَم القويبس في كثير من الأحيان، عند عدم تناسب القابس مع المقبس، فيكون القويبس محول من مقبس، من نوع إلى مقبس من نوع أخر، مناسب للقابس.

## معرض الصور

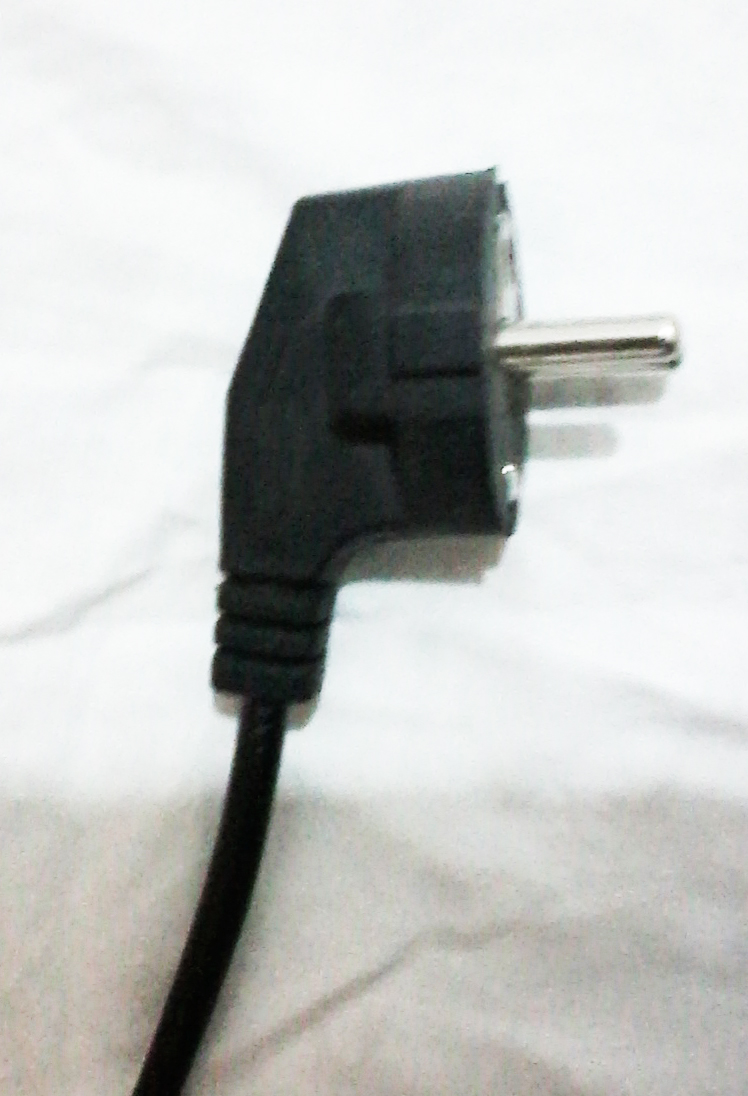
قابس كهربائي
قويبس
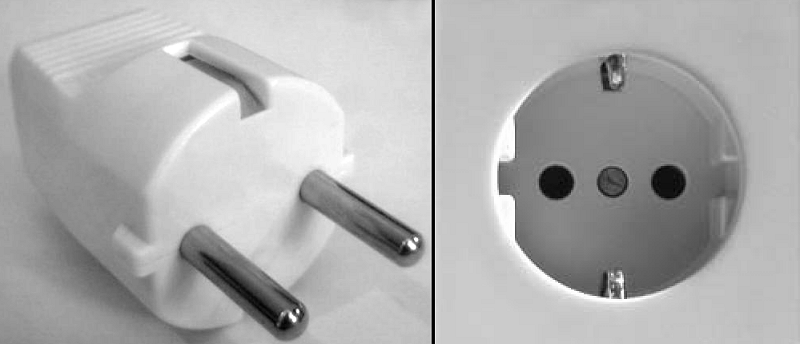
قابس ومقبس
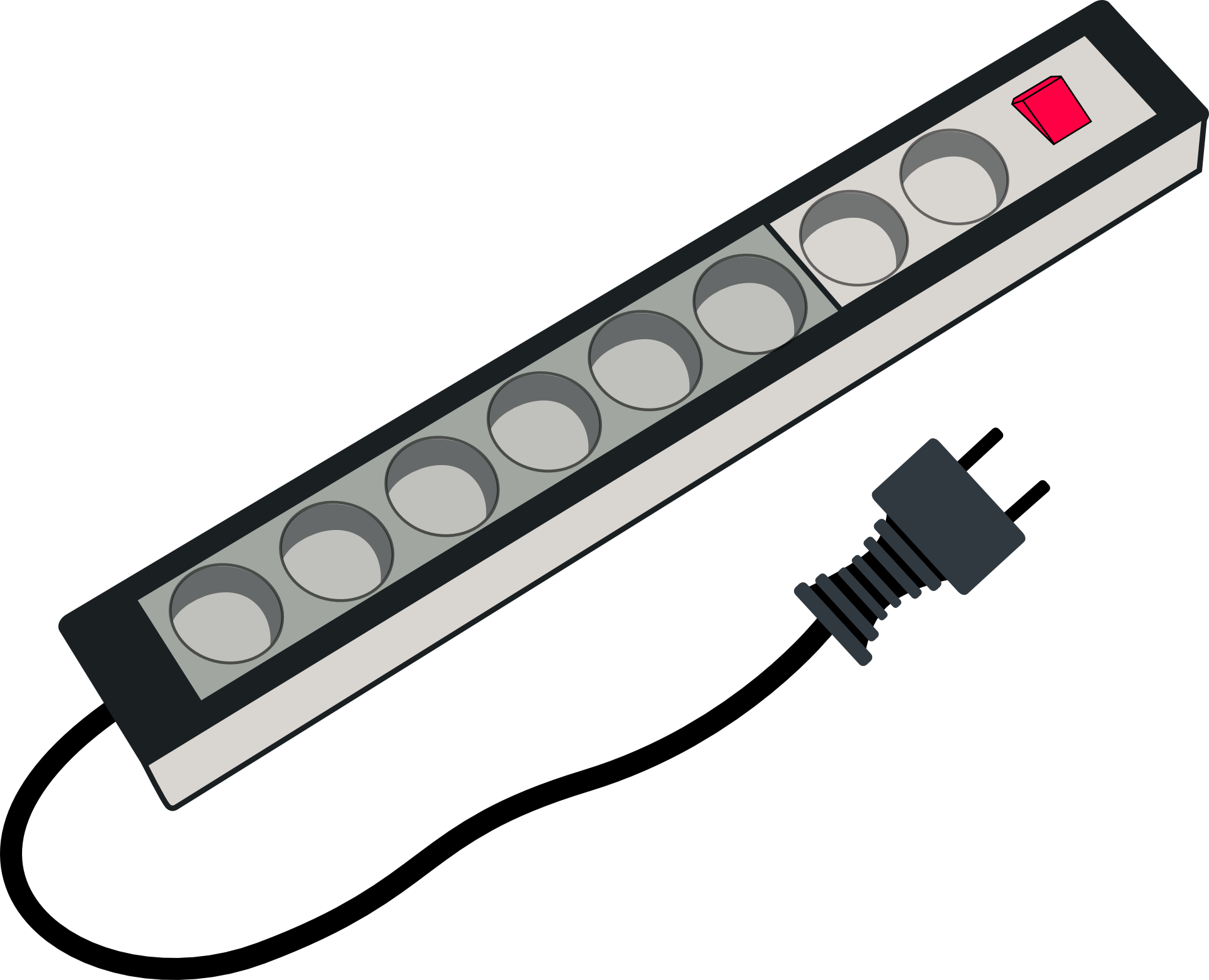
وصلة مقابس
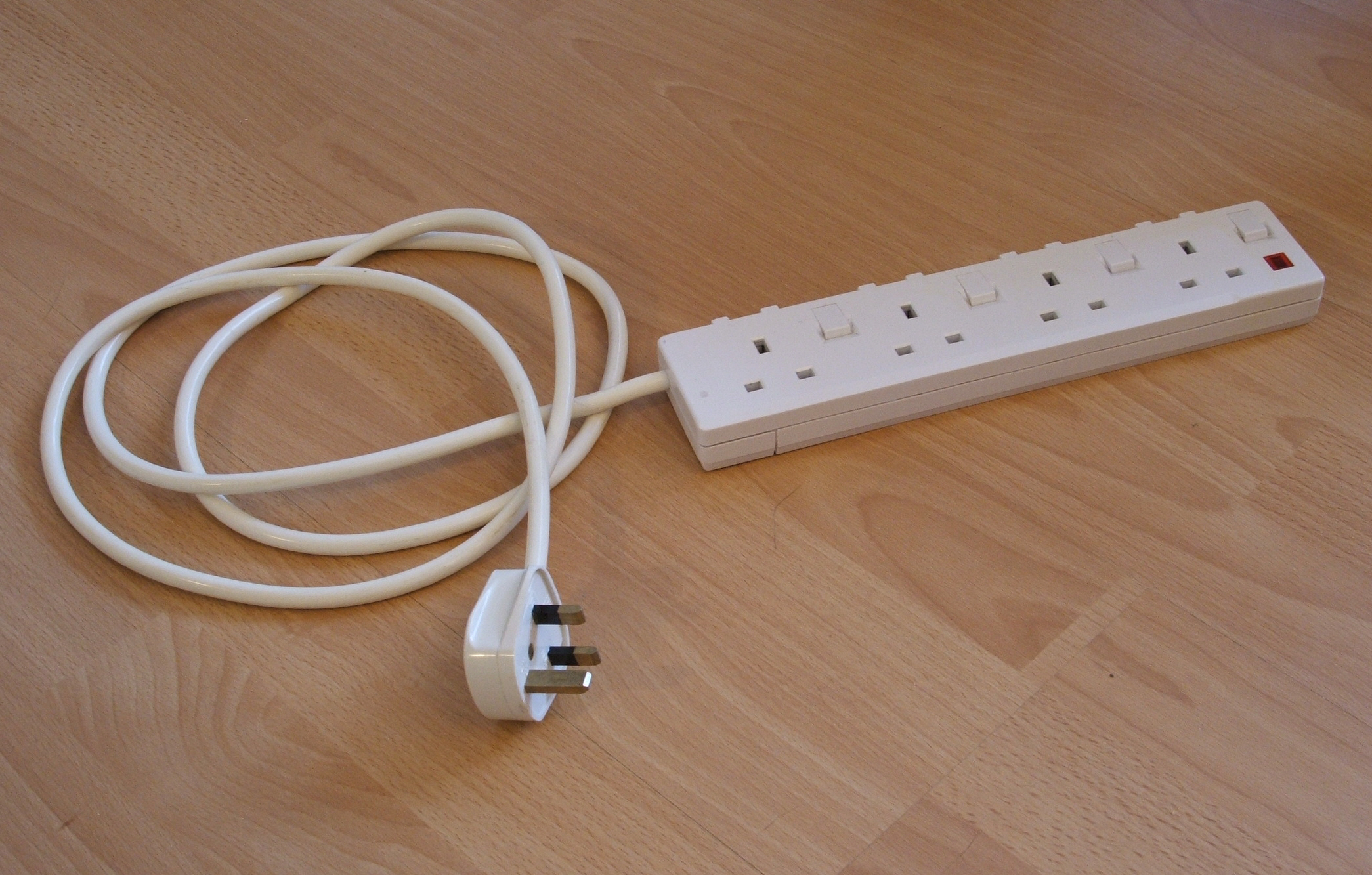
وصلة مقابس
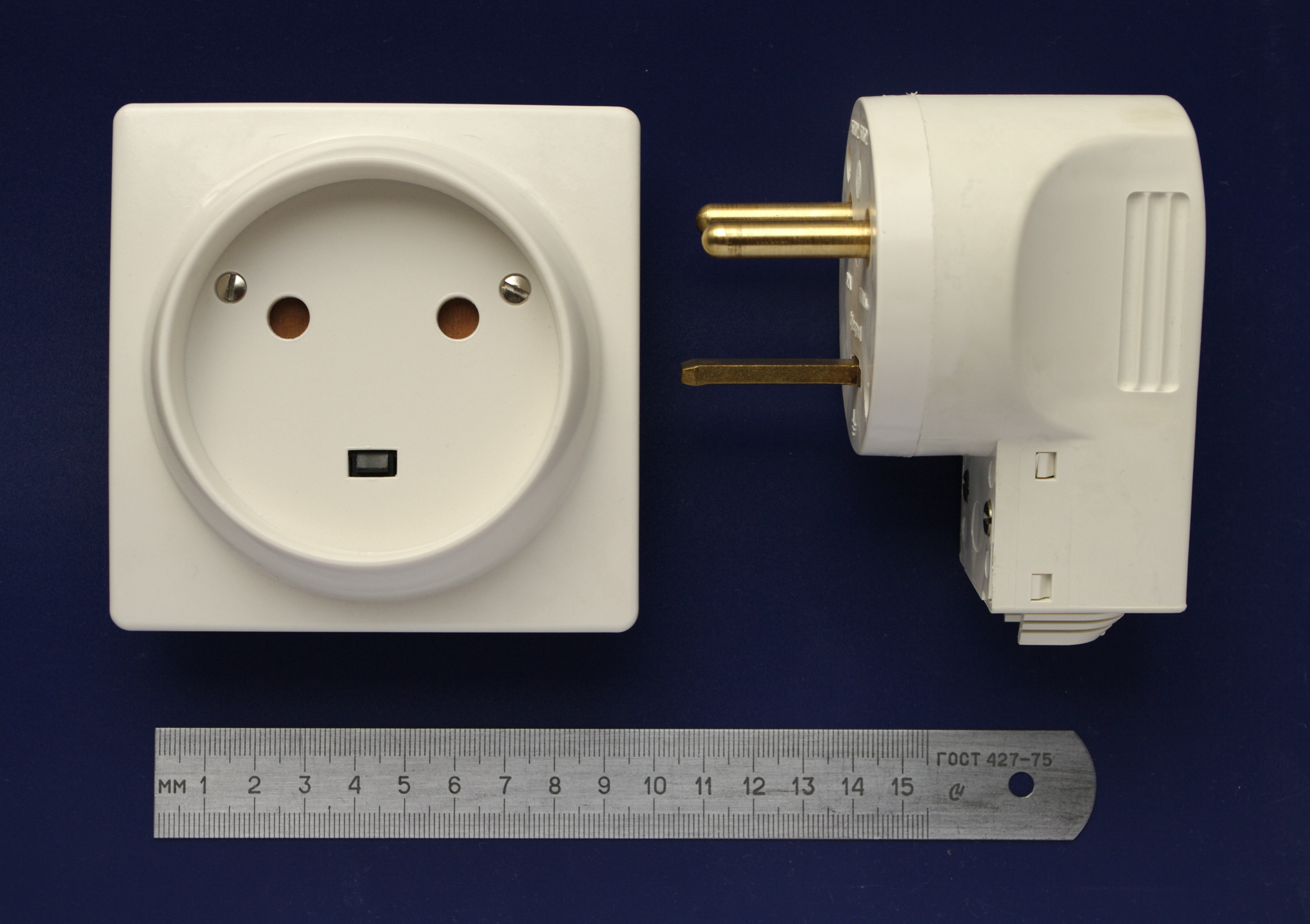
قابس ومقبس كهربائيان
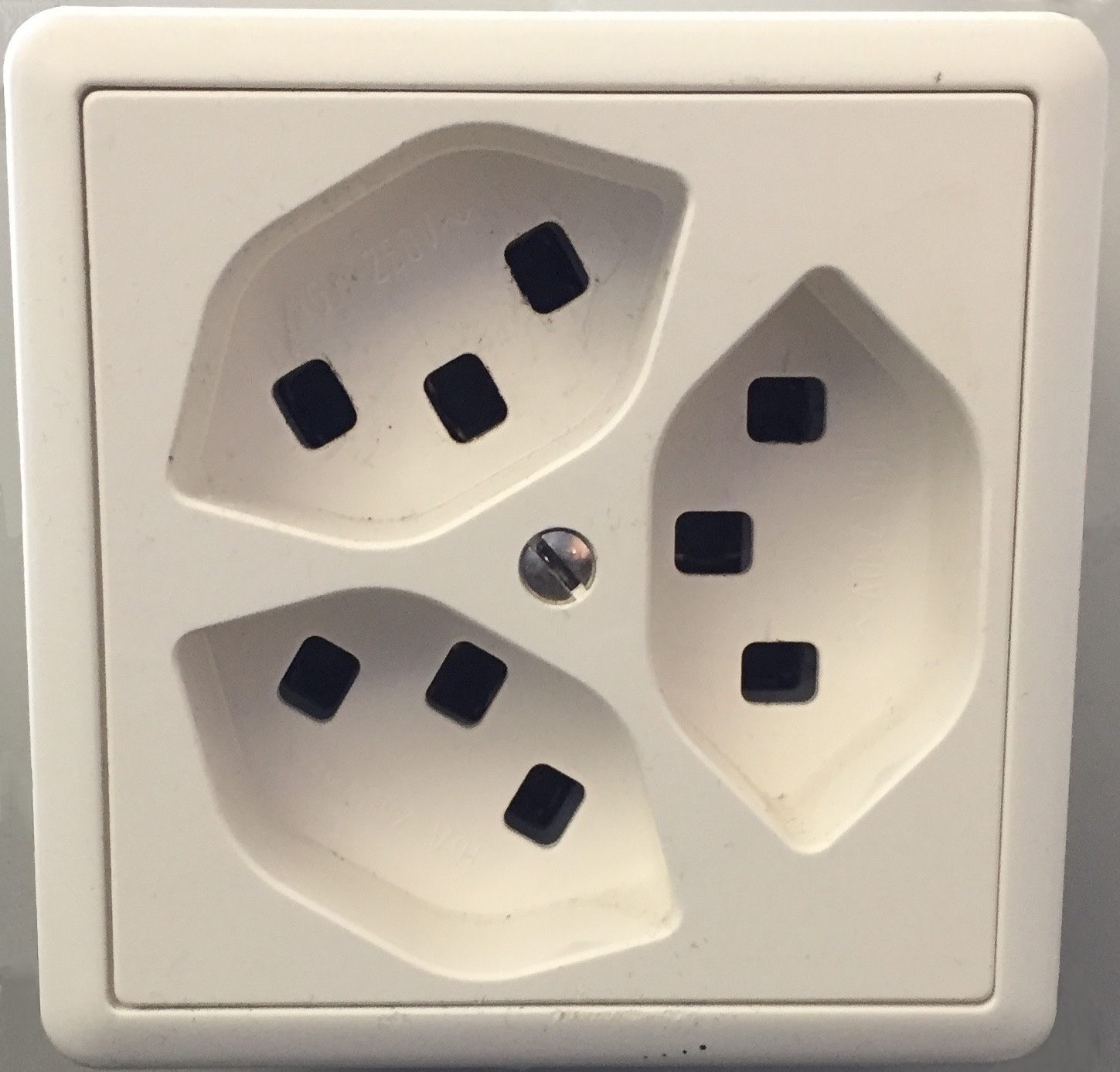
مقبس كهربائي مزدوج بثلاثة مداخل
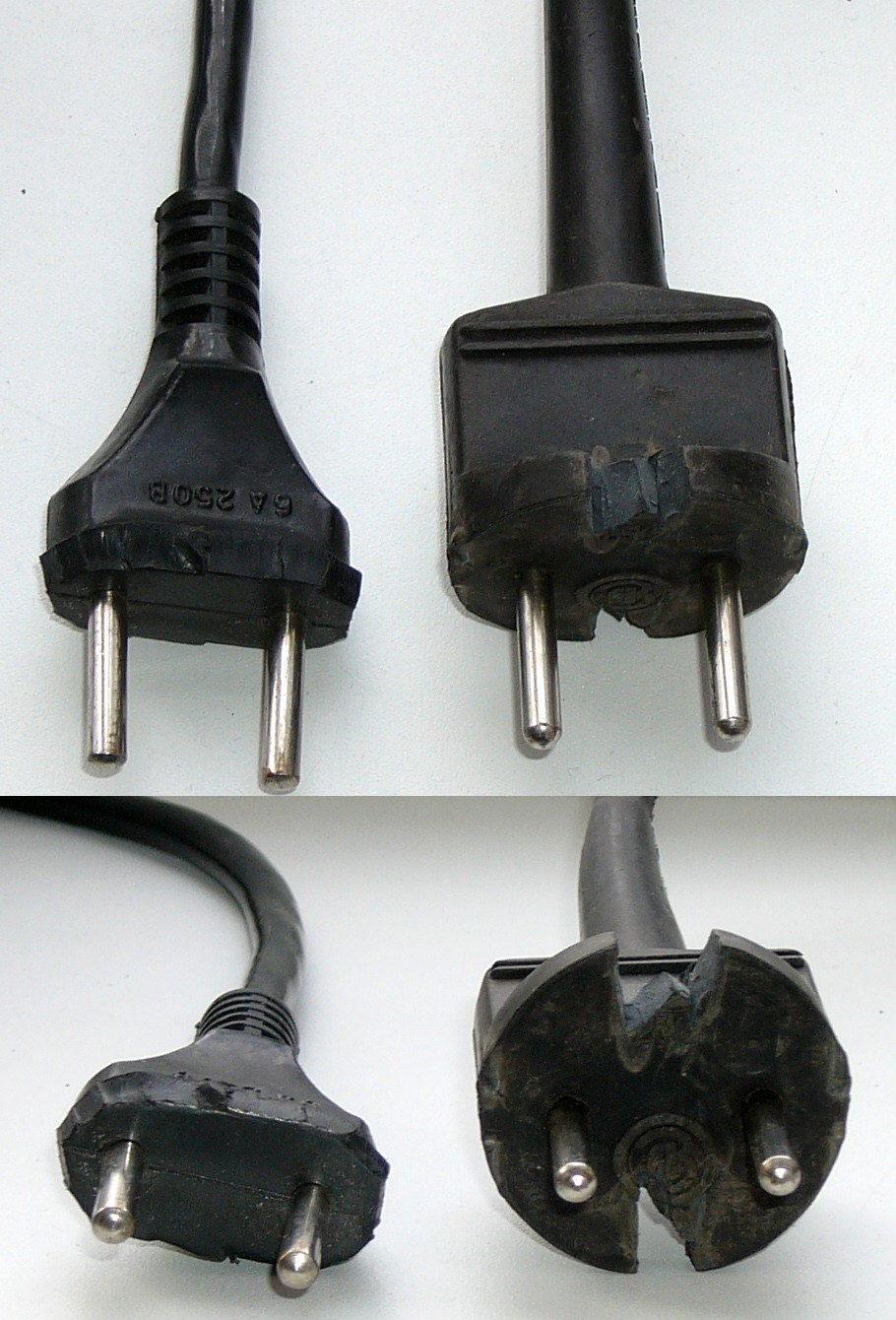
مجموعة قوابس
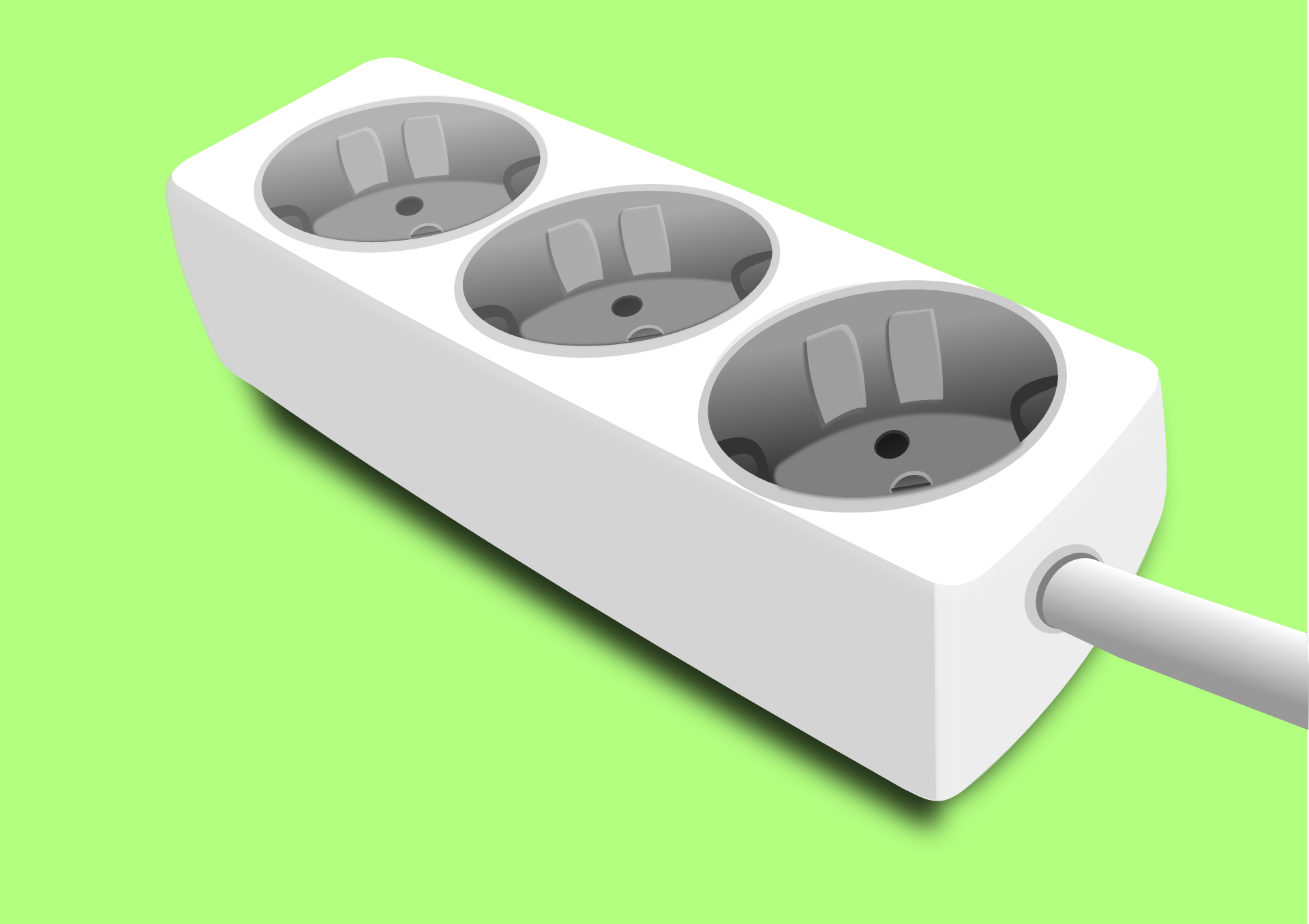
وصلة مقابس
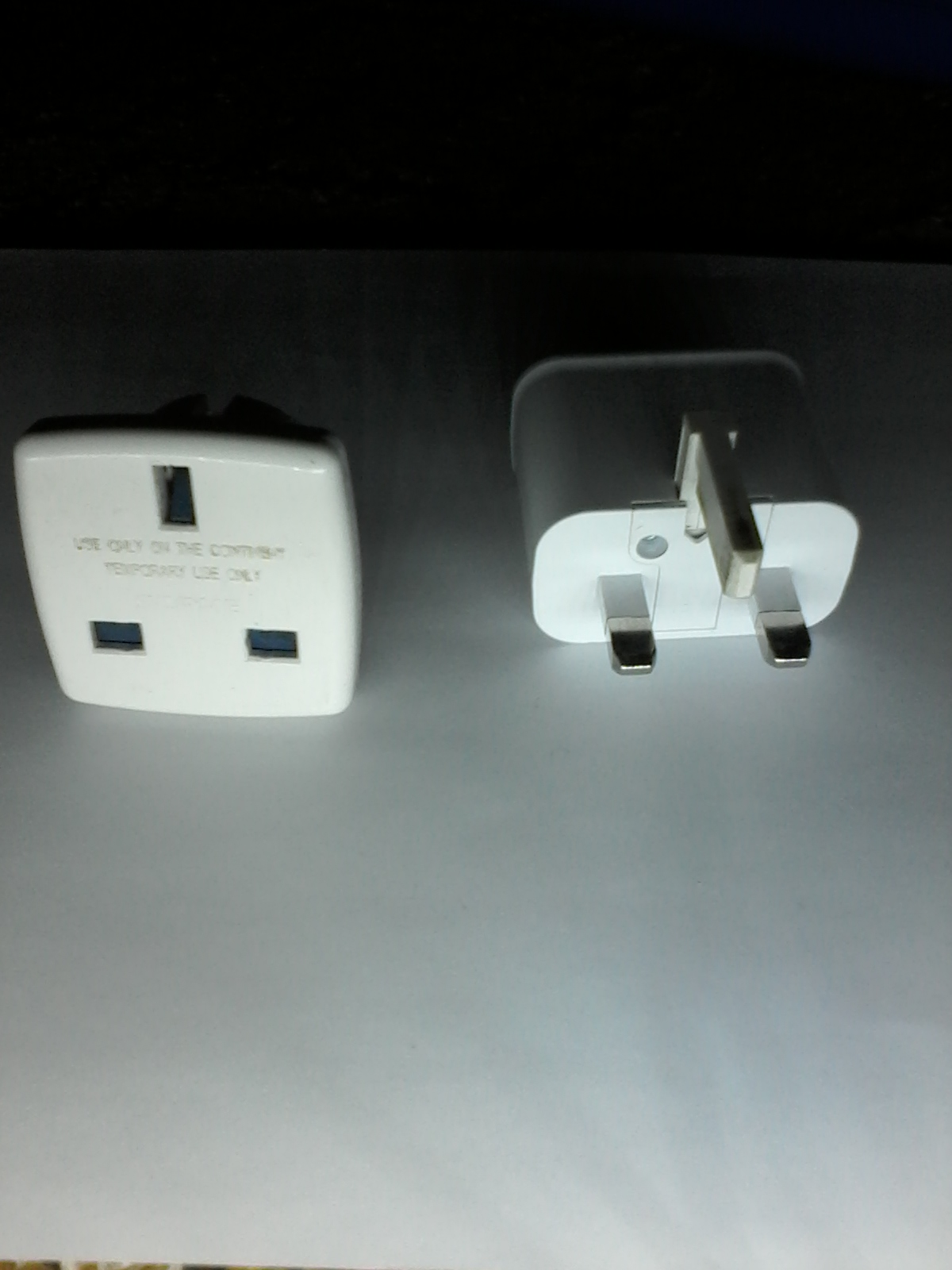
قويبس

## مقالات ذات صلة
- مقلاد
- قابس (كهرباء)
- مقبس (كهرباء)
- وصلة مقابس
- وصلة كهربائية
- قاطع كهربائي